# ناحیه کارولتون، میشیگان
ناحیه کارولتون (به انگلیسی: Carrollton Township) یک منطقهٔ مسکونی در ایالات متحده آمریکا است که در شهرستان سگینا، میشیگان واقع شده‌است.
 ناحیه کارولتون ۹٫۱۰ کیلومتر مربع مساحت و ۶٬۱۰۳ نفر جمعیت دارد و ۱۷۹ متر بالاتر از سطح دریا واقع شده‌است.